# Anthidium tenuiflorae
Anthidium tenuiflorae är en biart som beskrevs av Cockerell 1907. Anthidium tenuiflorae ingår i släktet ullbin och familjen buksamlarbin. Inga underarter finns listade.

## Beskrivning
Som de flesta medlemmar av släktet är Anthidium tenuiflorae svart med gulaktiga markeringar, även om dessa är mer krämfärgade än gula i norra delen av utbredningsområdet (från norra Kalifornien och norrut). På sternit 6 (näst sista bakkroppssegmentet på undersidan) har hanen en stor, svart hårborste.

## Ekologi
Arten lever främst på högre höjder och saknas i kustregionerna. Som många ullbin är den en födogeneralist, det vill säga den besöker växter från många olika familjer, som korgblommiga växter, strävbladiga växter, ärtväxter, näveväxter, dunörtsväxter, grobladsväxter och rosväxter Den visar dock inte lika stor variation i valet av värdarter som många andra arter i släktet.

### Fortplantning
Arten är ett solitärt, det vill säga icke samhällsbildande bi där varje hona själv sörjer för sin avkomma. Honan bygger boet av småsten på marken och klär som vanligt bland ullbina larvcellerna med bomullsliknande hår hon hämtar från växter.

## Utbredning
Utbredningsområdet omfattar västra Nordamerika från nordvästra Kanada ner längs västra USA till New Mexico, Arizona, södra Kalifornien samt den norra delen av den mexikanska delstaten Baja California.